# Федоренко, Иван Иванович
 Иван Иванович Федоренко  (1827—1888) — русский астроном, профессор астрономии Киевского и Харьковского университетов.

## Биография
Родился 6 (18) февраля 1827 года — сын купца г. Харькова. Окончил Харьковскую губернскую гимназию (1844) и физико-математическое отделение философского факультета Харьковского университета (1848) со степенью кандидата математических наук за сочинение «Определение географической широты харьковской обсерватории из наблюдений». В университете занимался астрономией под руководством профессора Шидловского, который взял его с собою в качестве помощника в астрономическую экспедицию 1848 года и назвал своим «ревностным» учеником. 
Два года спустя он был принят сверхштатным астрономом в Пулковскую обсерваторию. Здесь он, по предложению директора Струве, вычислил среднее положение околополярных звезд из наблюдений Жерома Лаланда и результаты своих работ опубликовал в обширном сочинении на французском языке, изданном Академией наук («Positions moyennes pour l'époque 1790,0 des étoiles circompolaires». — СПб., 1854). Как отмечал Г. В. Левицкий: «Труд этот сразу доставил Федоренко обширную известность. На всякой обсерватории и у всякого астронома, занимающегося звездной астрономией, каталог Федоренко составляет столь же необходимую справочную книгу, как каталог Британского астрономического общества».
В декабре 1853 года был назначен на должность адъюнкта по кафедре астрономии в Киевский университет. В течение трёх лет читал здесь курс геодезии, тригонометрии, сферической, теоретической и практической астрономии. В 1857 году защитил в Петербургском университете рукописную диссертацию на степень магистра астрономии «О средних видимых движениях звезд» и перешёл в Харьковский университет на ту же должность адъюнкта. 
В 1862 году был назначен исправляющим должность экстраординарного профессора, а после защиты в 1865 году в Петербургском университете диссертации на степень доктора астрономии «Разыскание средних собственных, действительных и параллактических движений звезд» утверждён в этой должности в 1866 году сначала экстраординарным и в том же году ординарным профессором.
В Харькове Федоренко удалось устроить только «астрономическую вращающуюся башню»; но поскольку она помещалась на университетском дворе, в центре жилых построек, то производство научных наблюдений было тут почти невозможно. Тем не менее, при таких неблагоприятных условиях, он сумел возбудить интерес к своему предмету среди студентов, и два из них — Веребрюсов и Порецкий — заявили себя целым рядом печатных трудов по астрономии. 
Скончался 14 (26) декабря 1888 года.

## Сочинения
- Разыскание средних собственных, действительных и параллактических движений звезд. — СПб.: тип. Имп. Акад. наук, 1865. (докторская диссертация)
- Способ околомеридиональных и равных высот звезд по обе стороны от зенита и приложением его к нахождению высоты полюса на астрономической башне Харьковского университета. — Харьков : Унив. тип., 1879.